# Ubachsberg

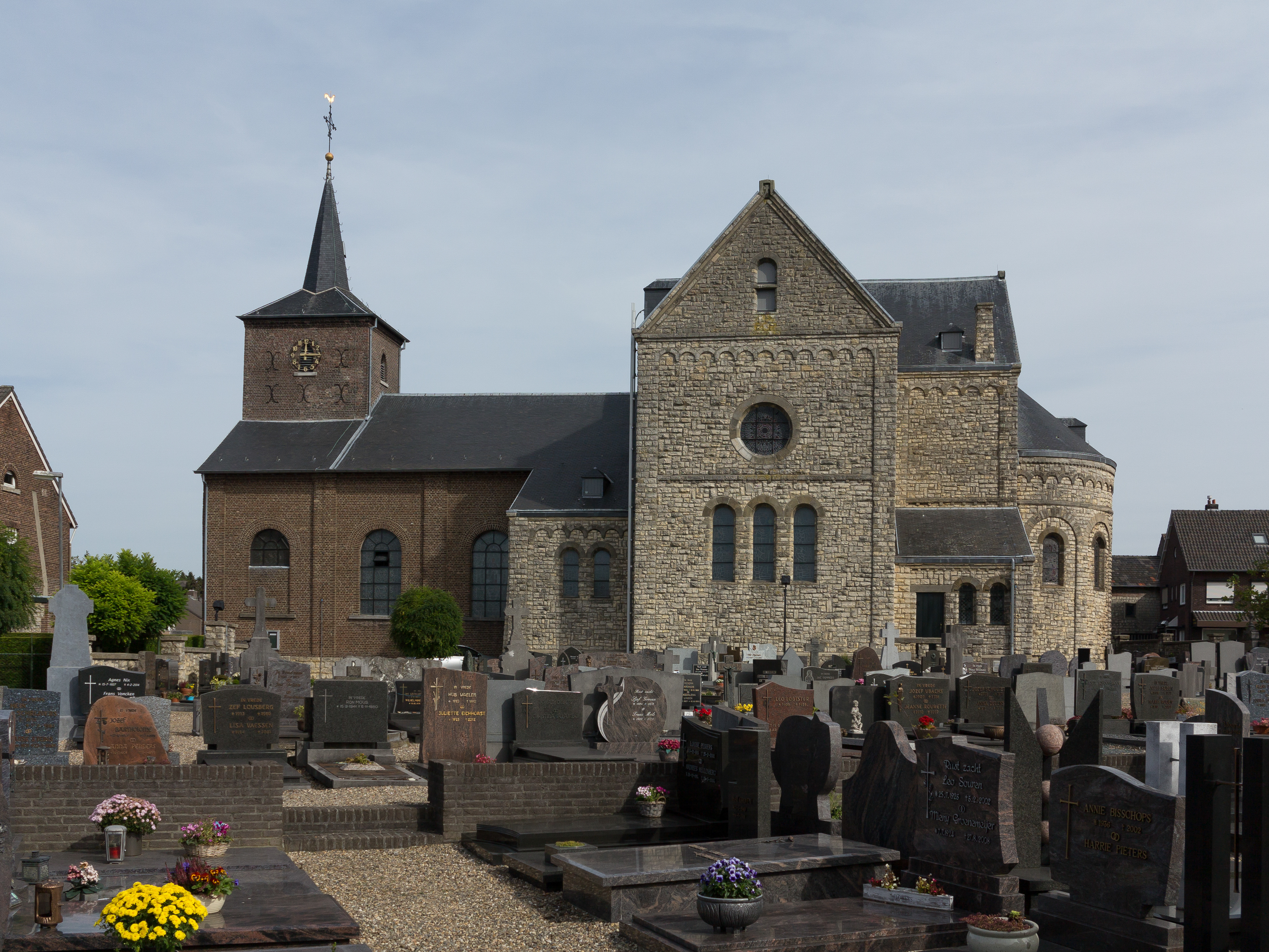
L'église: de Sint-Bernarduskerk

Ubachsberg, en limbourgeois Gen Berg, est un village situé dans la commune néerlandaise de Voerendaal, dans la province du Limbourg. Le 1er janvier 2009, le village comptait 1 630 habitants.